# Rečica
Rečica és un poble de Croàcia situat al comtat de Karlovac. El 2011 tenia 538 habitants.